# Districtul Amuria
Districtul Amuria este una dintre cele 80 unități administrativ-teritoriale de gradul I ale Ugandei.